# Menasigi, Ron
Menasigi là một làng thuộc tehsil Ron, huyện Gadag, bang Karnataka, Ấn Độ.